# Basovizza
Basovizza (Bazovica in het Sloveens) is een plaats (frazione) in de Italiaanse gemeente Triëst, in de gelijknamige provincie Triëst. Nabij Basovizza bevinden zich de sterrenwacht van Triëst en het synchrotron Elettra voor materiaalonderzoek, middelpunt van een wetenschapspark. Een van de mooiste gebouwen van het dorp is de kerk van Santa Maria Maddalena Penitente, in 1857 gebouwd op de plaats van een eerdere kerk uit 1335.
Volgens de laatste Oostenrijks-Hongaarse volkstelling van 1911 was 97,6% van de bevolking moedertaalspreker van het Sloveens.
Ten zuiden van het dorp ligt de Foiba van Basovizza, een massagraf met de stoffelijke resten van Italianen gedood door Joegoslavische partizanen in de jaren 1943-1945. Hoewel het woord foiba zinkgat betekent, gaat het in dit geval niet om een zinkgat, maar om de schacht van een oude steenkolenmijn. In 1992 heeft de Italiaanse president Oscar Luigi Scalfaro de Foiba van Basovizza tot nationaal monument verklaard.
Er is ook een monument dat herinnert aan vier Sloveense anti-fascisten die in 1930 ter dood werden veroordeeld door het Speciaal Hof voor de Verdediging van de Staat.